# Howie Carl
Howard Hershey Carl, detto Howie (Chicago, 7 giugno 1938 – Glenview, 24 ottobre 2005), è stato un cestista statunitense, professionista nella NBA.

## Carriera
Venne selezionato dai Chicago Packers al quinto giro del Draft NBA 1961 (50ª scelta assoluta).